# ابن أبي الدنيا
ابن أبي الدنيا (208 - 281 هـ)، هو عالم محدِّث، وأديب مؤرِّخ، ومدرِّس مؤدِّب. اشتَهَر بكتبه في الحديث والتاريخ والزهد والرقائق والمواعظ، وكان غزيرَ التصنيف مُكثرًا، ويُعَدُّ من أكثر مصنِّفي عصر التدوين تأليفًا، وآثاره تدلُّ على سعة اطِّلاعه وعُمق معرفته في كثير من العلوم والفنون. ذكر ابن كثير أن مؤلفاته تزيد على مئة مصنَّف، وأحصى له الذهبي ما أَربَى على مئة وستين مصنفًا ذكرها مرتبةً على حروف المعجم.
وُلد في مدينة بغداد أوائل القرن الثالث للهجرة عام 208هـ أيام الدولة العباسية، وعاصر عددًا من خلفاء بني العباس، وأدَّب اثنين منهم. ونشأ في بيت عِلم ودين، وبدأ في تلقِّي العلوم على يد كبار شيوخ عصره وهو دون العاشرة، وعدَّ من ترجموا له المئات من الشيوخ الذين تَتلْمَذ عليهم، ومن أشهرهم: والدُه محمد بن عبيد بن سفيان، وأحمد بن حنبل، وأبو خيثمة، وأبو عُبَيد القاسم بن سلَّام، والبخاري، وخلف بن هشام، وعلي بن الجَعْد. وتخرَّج به خلقٌ كثير من أشهرهم: أبو حاتم الرازي وابنه، وأحمد بن محمد اللُّنباني، وأحمد بن سلمان النجَّاد. ازدحم عصره بالعبقريات والموهوبين في شتَّى فنون الفكر؛ فصُنّفت عدَّة كتب في التفسير وعلوم القرآن، وفي علوم الحديث صدرت أمَّهات كُتب السنَّة المعروفة بالكتب الستة، وكذا في الفقه وأصوله، والعقيدة وعلم الكلام، والعربية وآدابها، والتأريخ، والطب والصيدلة وغيرها. توفي في شهر جُمادى الأولى، سنة 281 هـ عن ثلاث وسبعين سنة.

## اسمه وولادته
اسمه عبد الله بن محمد بن عبيد(2) بن سفيان بن قيس، القرشي(3)، البغدادي. ويُكنى بأبي بكر، ويُلقَّب بـ ابن أبي الدنيا (وقد طغى لقبه على اسمه حتى اشتَهَر به). ويذكره العلماء بالإمام، الحافظ، المحدِّث، العالم، الصَّدوق، المُؤدِّب.
وُلد في مدينة بغداد، في أوائل القرن الثالث للهجرة سنة 208 هـ. نشأ في بيت عِلم، فأبوه من رُواةِ الأخبار، وقد بدأ في طلب العلم قبل بُلوغ سِنِّ العاشرة.(4)

## عصره

### الحياة السياسية
عاصر ابن أبي الدنيا عددًا من خلفاء بني العباس، مؤدِّبًا اثنين منهم؛ المعتضد بالله (ت 289 هـ)، والمكتفي بالله (ت 295 هـ). وتوفي في خلافة المُعتَضِد بالله. والخلفاء الذين عاصرهم: المأمون (198- 218 هـ)، والمعتصم بالله (218- 227 هـ)، والواثق بالله (227- 232 هـ)، والمتوكل على الله (232- 247 هـ)، والمنتصر بالله (247- 248 هـ)، والمستعين بالله (248- 252 هـ)، والمعتز بالله (252- 255 هـ)، والمهتدي بالله (255- 256 هـ)، والمعتمد على الله (256- 279 هـ)، والمعتضد بالله (279- 289 هـ). وكان هذا العصرُ الذي توالَى فيه الخلفاء على هذا النحو وبهذا العدد في هذه الحِقبة الوجيزة، عصرًا مهمًّا بأحداثه السياسية والفتوحات الإسلامية فيه، وما وقع من تناحر بين أفراد الأسرة العبَّاسية الحاكمة، ودخول الأعاجم في سِلك الدولة ثم التحكُّم في شؤونها، والثورات الداخلية في البلاد، وتسلُّط رجال الفِرَق الضالَّة على بعض الخلفاء وحَملِهم على القول بآرائهم، وإغارة الأعداء على أراضي المسلمين.
بالجملة عاصر ابن أبي الدنيا دولة بني العباس بشِقَّيها؛ مرحلة القوة منذ ولادته حتى عام 247 هـ، ثم مرحلة الضعف منذ عام 247 هـ حتى وفاته.

### الحياة الاجتماعية
يرتبط الاستقرار والتقدم الاجتماعي ارتباطًا كبيرًا بالاستقرار السياسي ويتأثر به. فقد كان بين أفراد طبقات المجتمع في عصر ابن أبي الدنيا تباينٌ، ويُلاحَظ وجود ثلاث فِئات رئيسة؛
- الطبقة الخاصة: كانت تتكون من الأُسرَة الحاكمة ورجال الدولة وأبناء البُيوتات العريقة، إضافة إلى فئة الجُند الأتراك. وهي فئة تتميز بالثراء الفاحش والتَّرَف، الذي يظهر من خلال القصور الفخمة التي شُيّدت آنذاك، وكأنها مدنٌ خاصة.[11]
- الطبقة العامة: تضم الرعية على اختلاف أنسابهم ومهنهم (أصحاب حِرف وعلماء وأُدباء وأطباء وغيرهم). وكان منهم فئة تقربوا إلى الخلفاء وأصحاب النفوذ سواءٌ لعلومهم أو ثقافتهم، وكانت مهمتهم تأديب وتثقيف أبناء الطبقة الخاصة، وهذه الفئة كانت تُسمى بالمؤدِّبين.[12] ومنهم ابن أبي الدنيا الذي كان مؤدبًا لبعض أبناء الخلفاء.
- طبقة الرقيق: وتضم المماليك والعبيد والجواري، وهي طبقة تكونت نتيجة الفتوحات الإسلامية.[13]

ومن طراز المعيشة في تلك الحِقبة اختلاف الملبس باختلاف الجنس أو الطبقة الاجتماعية. فللقضاء زيٌّ، ولأصحاب القُضاةِ زيٌّ، وللشُّرَط زيٌّ، وللكُتَّاب زيٌّ، ولكُتَّاب الجُند زيٌّ. كما اعتاد أهل ذلك العصر على الاحتفال ببعض أيام السنة زيادة على عيدي المسلمين (الأضحى والفطر)، مثل رأس السنة الهجرية وأول الربيع والمهرجان وغيرها. تنامت الرياضة ووسائل اللهو في تلك الفترة، ومن أبرز أنواع الرياضة التي اهتمَّ بها الناس آنذاك: الفروسية وكرة الصولجان والصيد وتربية الطيور والحيوانات والشطرنج والنرد والسباحة والمصارعة. وقد عارضَ عددٌ من الشيوخ والأئمة انصراف بعض الناس إلى اللهو، ومن أولئك الأئمة ابن أبي الدنيا إذ صنَّف أجزاء حديثيَّة هامة في هذا الشأن أبرزها كتاب ذم الملاهي.

### الحياة العلمية

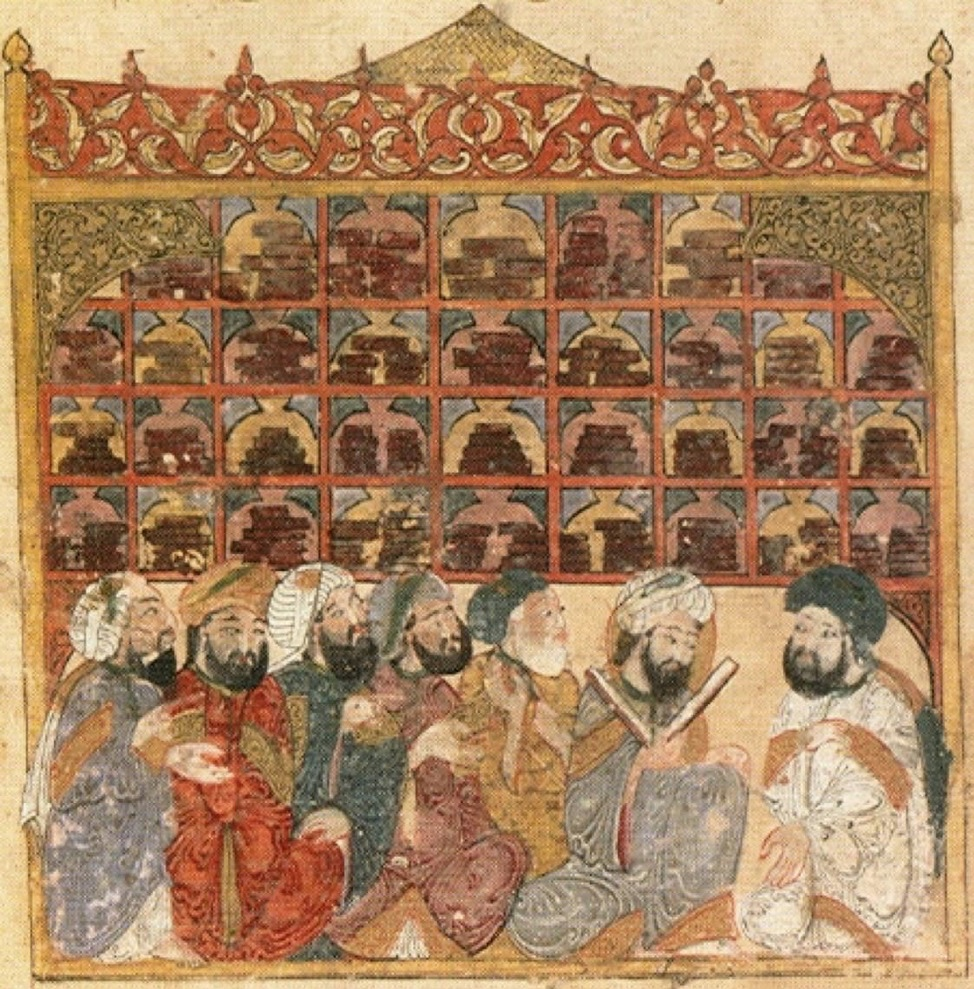
رسم لطلاب في مكتبة بيت الحكمة مستوحًى من مقامات الحريري للرسام يحيى بن محمود الواسطي، بغداد 1237 ميلادي.

يُعدّ القرن الثالث الهجري العصر العِلمِيّ الذهبي في التاريخ الإسلامي، وقد أُتيح لابن أبي الدنيا أن يَشهَد ويعيش عصرًا ازدحم بالعبقريات والموهوبين في شتَّى فنون الفكر. ففي علوم القرآن صُنّفت عدة كتب في مجال التفسير، على رأسها تفسير الطبري لمؤلفه محمد بن جرير الطبري، ومنها ما صنَّفه ابن أبي الدنيا في قراءة شيخه أبي محمد خلف بن هشام، سمَّاه «حروف خلف». وأما في علوم الحديث فكان ذلك عصر تأليف وصدور أمهات كُتب الحديث المعروفة بالكتب الستة، وظهور طرق أخرى في التصنيف كمسند الإمام أحمد بن حنبل، وانتهج ابن أبي الدنيا منهجًا مُستقِلًّا في التخصص من خلال كُتب الرجال والعِلَل. ومن ناحية الفقه وأصوله، الذي تفرَّع منذ القرن الثاني الهجري إلى طريقة أصحاب الحديث وطريقة أصحاب الرأي، والذي انتهى مع نهاية القرن الثالث الهجري باقتصار الناس على تقليد أئمة الفقه. وفي مجال العقيدة وعلم الكلام كلٌّ صنَّف بحسب اعتقاده. إلى غير ذلك من مُختلف العلوم الأخرى كاللغة والتأريخ والطب وغيرها.
تزامنًا مع هذا الانتعاش العلميّ الكبير، ومنذ تولي المأمون الخلافة سنة 198 هـ، تُرجِمت أغلب كتب الفلاسفة اليونانيين وكتب الطب والرياضيات والفلك وغيرها. لذلك اعتنى الخلفاء خاصة والعلماء عامة بجمع الكتب، ومن الخزائن العامة المُشتَهرة في ذلك الزمان بيت الحكمة. قال الذهبي: «ولقد كان في هذا العصر وما قاربه من أئمة الحديث النبوي خلق كثير وما ذكرنا عشرهم هنا وأكثرهم مذكورون في تاريخي، وكذلك كان في هذا الوقت خلق من أئمة أهل الرأي والفروع وعدد من أساطين المعتزلة والشيعة وأصحاب الكلام الذين مشوا وراء المعقول...».

## عقيدته ومذهبه

### مذهبه العقدي
لم ينُصَّ ابن أبي الدنيا على عقيدته صراحة، وليس له كتاب في العقيدة. ولكن يتَّضح من النصوص التي نقلَها أنه على عقيدة أهل السنة والجماعة؛ إذ عاصر محنة خلق القرآن ولم يُنقَل عنه أنه وقف مع القائلين به. كما أنه وضع عناوينَ لكتبه توافق معتقدَ هذه الطائفة مثل: كتاب الأهوال، وصفة الجنة وصفة النار، وصفة الصراط والقبور، وغيرها.

### مذهبه الفقهي
كان ابن أبي الدنيا على مذهب الإمام أحمد بن حنبل، فقد ذكره المصنِّفون في طبقات الحنابلة في مؤلفاتهم، كما نقلوا عنه مسألتين شافهَ بهما الإمام أحمد، وهما:
1. قال ابن أبي الدنيا: سألت أحمد بن حنبل: ما أقول بين التكبيرتين في صلاة العيد؟ قال: تحمد الله عز وجل، وتصلي على النبي ﷺ.[20][21]
2. قال أبو بكر عبد الله بن محمد بن أبى الدنيا: سألت أحمد بن حنبل: متى يُصلَّى على السقط؟ فقال: إذا كان لأربعة أشهر صلِّ عليه، وسمِّ.[22]

## شيوخه

تخطيط اسم أحمد بن حنبل كما هو منقوش في المسجد النبوي.

في مُجمل مراجع كتب أهل السنة والجماعة نجد ما مجموعُه 992 شيخًا لابن أبي الدنيا.[بحاجة لمصدر] ذَكر الإمام المزي في كتابه تهذيب الكمال في أسماء الرجال في ترجمة ابن أبي الدنيا 124 شيخًا. وذكر الإمام الذهبي في كتابه سير أعلام النبلاء جُملة من مشايخهِ، منهم 58 شيخًا لم يذكُرهم المزي. ثم قال الذهبي: «ويَروي عن خلق كثير لا يُعرفونَ».
من أشهر شيوخه:
- والده محمد بن عبيد بن سفيان مولى بني أمية. قال الخطيب: «روى عنه ابنه أبو بكر أحاديث مستقيمة».[25]
- أحمد بن حنبل، نزيل بغداد وأحد الأئمة الأربعة. رغم نفي الإمام الذهبي[26] والصفدي[27] سماعه منه إلا أن الأدلة كثيرة في روايته عنه والمُثبت مقدَّم على النافي.[19][20][22][28]
- أبو جعفر محمد بن الحسين، المعروف بأبي شيخ البرجلاني.[9]
- زهير بن حرب بن شداد أبو خيثمة النسائي، نزيل بغداد الثقة الثبت.
- القاسم بن سلاَّم البغدادي أبو عبيد.
- محمد بن إسماعيل البخاري، جبل الحفظ وإمام الدنيا في فقه الحديث.
- خلف بن هشام بن ثعلب البزار، المُقرئ البغدادي.
- علي بن الجعد بن عبيد أبو الحسن الجوهري البغدادي، ثقة ثبت رمي بالتشيّع.

## تلاميذه

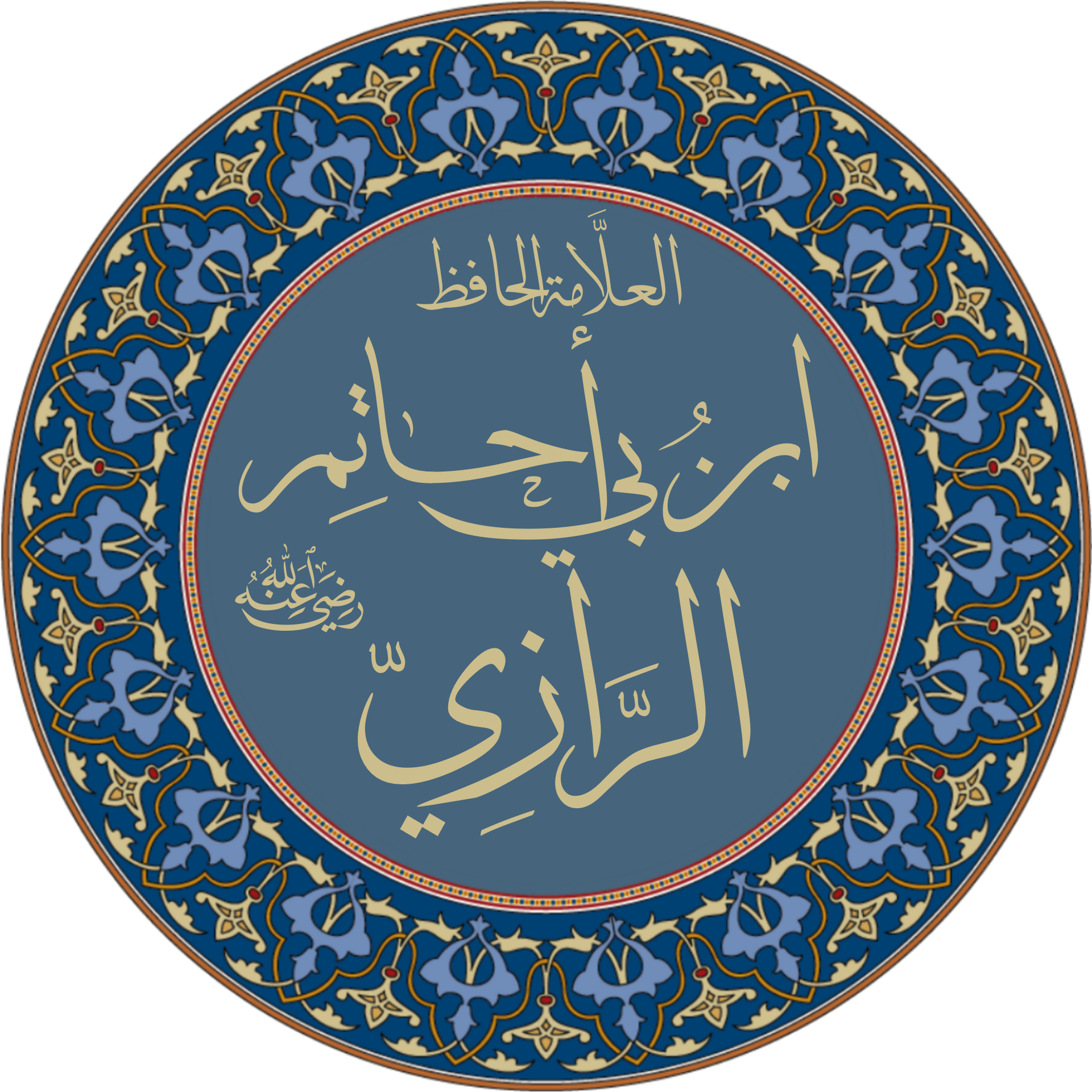
قال ابن أبي حاتم: كتبت عنه مع أبي، وكان صدوقاً، وكان إذا جالسه أحد إن شاء أضحكه وإن شاء أبكاه.

من أهم الأسباب في توافر التلاميذ الذين رووا عنه ورووا مصنَّفاته؛ كثرة مروياته التي زادت عن اثني عشر ألف خبر بالمُكرَّر. ومن أهم تلاميذه:
- أبو حاتم محمد بن إدريس الرازي وابنه، جالساه وكتبا عنه.[3]
- المحدِّث أبو الحسن أحمد بن محمد بن عمر بن أبان العبدي الأصبهاني اللنباني، ارتحل وسَمع منه كثيرًا، (توفي سنة 332 هـ).[29]
- المحدِّث الفقيه مفتي وشيخ العراق أبو بكر أحمد بن سلمان بن الحسن بن إسرائيل البغدادي الحنبلي النجاد، (توفي سنة 384 هـ).[30]
- المحدِّث أبو علي الحسين بن صفوان بن إسحاق بن إبراهيم البرذعي، صاحِبه وراوي كُتبه، (توفي سنة 340 هـ).[31]
- المحدِّث المُسنِد أبو جعفر محمد بن محمد بن عبد الله بن حمزة بن جميل البغدادي، استوطن سمرقند وروى بها الكثير عن ابن أبي الدنيا، (توفي سنة 346 هـ).[32]
- الإمام العلامة الأخباريّ أبو بكر محمد بن خلف بن المرزبان بن بسام المحولي البغدادي الآجري، (توفي سنة 309 هـ).[33]

## أقوال العلماء فيه
اتفق العلماء على توثيق ابن أبي الدنيا وإمامته في فن الزهد والرقائق، مع أدبه وعلمه في السِّيَر والأخبار، وفصاحة أشعاره. وهي صِفاتٌ جعلت الخليفة يختاره لتأديب بَنِيه. روى الخطيب البغدادي في تاريخه بسنده عن ابن أبي الدنيا: «دخل المكتفي على الموفق ولوحه بيده، فقال: ما لك لوحك بيدك؟ قال: مات غلامي واستراح من الكتاب. قال: ليس هذا من كلامك هذا كان الرشيد أمر أن يعرض عليه ألواح أولاده في كل يوم اثنين وخميس، فعرضت عليه، فقال لابنه: ما لغلامك ليس لوحك معه؟ قال: مات واستراح من الكتاب قال: وكأن الموت أسهل عليك من الكتاب؟! قال: نعم. قال: فدع الكتاب، قال: ثم جئته، فقال لي: كيف محبتك لمؤدبك؟ قال: كيف لا أحبه وهو أول من فتق لساني بذكر الله، وهو مع ذاك إذا شئت أضحكك، وإذا شئت أبكاك قال: يا راشد أحضرني هذا، قال: فأحضرت فقربت حتى قربت من سريره، وابتدأت في أخبار الخلفاء، ومواعظهم فبكى بكاء شديدا، قال: فجاءني راغب أو يانس، فقال لي: كم تبكي أمير المؤمنين، فقال: قطع الله يدك ما لك وله يا راشد تنح عنه. قال: فابتدأت فقرأت عليه نوادر الأعراب، قال: فضحك ضحكا كثيرا، ثم قال لي: شهرتني شهرتني، وذكر الخبر بطوله، قال أبو ذر: فقال لأحمد بن محمد بن الفرات: أجر له خمسة عشر دينارا في كل شهر، قال أبو ذر: فكنت أقبضها لابن أبي الدنيا إلى أن مات». وقال ابن أبي الدنيا: «وكنت أؤدب المكتفي، فأقرأته يوماً كتاب الفصيح فأخطأ فقرصت خده قرصة شديدة وانصرفت، فلحقني رشيق الخادم فقال: يقال لك ليس من التأديب سماع المكروه، فقلت: سبحان الله! أنا لا أسمع المكروه غلامي ولا أمتي، قال: فخرج إلي ومعه كاغذ وقال: يقال لك صدقت يا أبا بكر، وإذا كان يوم السبت تجيء على عادتك، فلما كان يوم السبت جئت فقلت: أيها الأمير، تقول عني ما لم أقل؟ قال: نعم يا مؤدبي، من فعل ما لم يجب قيل عنه ما لم يكن».

### ثناء العلماء عليه
- قال ابن أبي حاتم: «سُئِل أبي عنه، فقال: بغداديّ صَدُوق».[2][8]
- قال ابن النديم: «كان وَرِعًا زاهِدًا عالمًا بالأخبار والروايات».[35]
- قال ابن الجوزي: «كان ذا مروءةٍ ثِقَةً صدوقًا».[36]
- قال ابن الأثير: «صاحب التصانيف الكثيرة المشهورة».[37]
- قال السمعاني: «كان ثِقَةً صَدوقًا، مُكثِرًا من التصانيف في الزهد والرقائق».[38]
- قال المزي: «الحافظ صاحب التصانيف المشهورة المفيدة».[39]
- قال الذهبي: «المحدث العالم الصَّدوق».[7] وقال: «كان صَدوقًا أديبًا أخباريًّا كثير العلم».[40]
- قال ابن القيم: «وكان يُقال: ابن أبي الدنيا مَلأَ الدُّنيا عِلمًا».[41]
- قال ابن كثير: «الحافظ المصنف في كل فنٍّ المشهور بالتصانيف الكثيرة النافعة الشائعة الذائِعة في الرقائق وغيرها... وكان صَدوقًا حافظًا ذا مُروءةٍ».[42]
- قال ابن حجر: «صدوقٌ حافظٌ صاحب تصانيف».[43] وقال أيضًا: «الحافظ صاحب التصانيف المشهورة».[44]
- قال ابن تغري بردي: «كان عالمًا زاهدًا وَرِعًا عابدًا، وله التصانيف الحِسان، والناس بعده عِيال عليه في الفنون التي جمعها، وروى عنه خلقٌ كثيرٌ اتَّفقوا على ثِقته وصِدقِه وأمانته».[45]
- قال السيوطي: «الحافظ صاحب التصانيف المشهورة المفيدة... وثّقَهُ أبو حاتم وغيره».[46]
- قال الصفدي: «هو أحد الثِّقاتِ المُصنِّفين للأخبار والسِّيَر».[27]
- لما مات ابن أبي الدنيا قال إسماعيل بن إسحاق القاضي: «رحم الله أبا بكر مات معه عِلمٌ كثيرٌ».[2]

### مؤاخذات أهل العلم عليه
1. روايته عن محمد بن إسحاق البلخي؛ قال أبو يعلى النسفي: «سألت أبا علي صالح بن محمد عن ابن أبي الدنيا فقال: صدوق وكان يختلف معنا إلا أنه كان يسمع من إنسان يقال له: محمد بن إسحاق بلخي وكان يضع للكلام إسنادًا، وكان كذابًا، يروى أحاديث من ذات نفسه مناكير».[2] روى ابن أبي الدنيا عنه حديثين فقط في «كتاب الإخوان» (حديث رقم 34 ) و«مُجَابو الدعوة» (حديث رقم 53 ).
2. روايته عن محمد ابن إسحاق الصِّيني؛ قال ابن الجوزي: «قد روى ابن أبي الدنيا عن محمد بن إسحاق بن يزيد بن عبيد الله الصيني، وقد ذكره ابن أبي حاتم في الكذابين، وقد ذكرنا وفاته في سنة ست وثلاثين ومائتين، وروى ابن أبي الدنيا عن محمد بن إسحاق اللؤلؤي البلخي، ولم يكن بثقة، وقد ذكرنا وفاته في سنة أربع وأربعين ومائتين».[36] لكن لم تُنشر أية رواية لابن أبي الدنيا عن محمد بن إسحاق الصِّيني فيما طُبع من مصنَّفاته.
3. تركه الأخذ عن عفان بن مُسلِم؛ روى الخطيب البغدادي بسنده عن إبراهيم الحربي قال: «رحم الله أبا بَكْر بن أبي الدُّنيا، كنّا نمضي إلى عفّان نسمعُ منه، فنرى ابن أبي الدُّنيا جالسًا مع محمد بن الحُسين البُرْجُلاني، خَلْفَ شريجة (سقيفة من سَعَف) بقَّال، يكتُب عنه، ويدَع عفّان».[2][9][47][48] بيدَ أنَّ ابن أبي الدنيا لم يترك السَّماع من عفَّان آنذاك رفضًا له، وإنما لكونه مشغوفًا بأخبار الزُّهد والرقائق. قال ابن الجوزي: «كان يقصد أحاديث الزهد والرقائق، وكان لأجلها يكتب عن البرجلاني، ويترك عفان بن مسلم».[49] كما أنه روى عنه بواسِطَة في «كتاب إصلاح المال» (حديث رقم 237 و362 ) و«كتاب التواضع والخمول» (حديث رقم 163 و194 ) و«كتاب العقوبات» (حديث رقم 144 ) و«كتاب المرض والكفارات» (حديث رقم 119 )، وغيرهم.
4. روايته عن خلق لا يُعرَفون وعن المتأخرين؛ قال الذهبي: «يروي عن خلق كثير لا يُعرفون، وعن طائفة من المتأخرين».[50] أما الرواية عن خلق لا يُعرفون فهي روايات موقوفة.
5. قليل الترحال في طلب العلم؛ قال الذهبي: «كان قليل الرحلة، فيتعذر عليه رواية الشيء، فيكتبه نازلاً وكيف اتَّفق».[50] وأما الرواية عن المتأخرين فهو رأي يتعارض مع ما قاله البخاري: «لا يكون المحدث كاملاً حتى يكتب عمن هو فوقه وعمن هو مثله وعمن هو دونه».[51]

## مؤلفاته

تجميعية بعنوان «موسوعة ابن أبي الدنيا مع تتممتها» لعدة مؤلفات لابن أبي الدنيا نشرتها دار أطلس الخضراء.

قال عنها الذهبي في السير: «تصانيفه كثيرة جدًا، فيها مخبآت وعجائب» وسرد منها أكثر من 160 تصنيفًا. وقد صدرت الكثير من الطبعات «التجارية» غير العلمية التي أهملت السَّمَاعات ووقعت في تحريف وسقط غير يسير.
وُجِدت أسماء مصنفاته في مخطوط قديم في المكتبة العمرية مجموع 42 (ق56—59) بخط الحافظ المِزِّيّ الذي ذكر له فيه 167 كتابًا
وبعد تحقيق من الباحث محمد زياد التكلة توصَّل إلى أن عدد كتبه يبلغ 174 كتابًا وأسماؤها (مُرتَّبة هِجائِيًّا):
- أخبار أُويس.
- أخبار الجفاة عند الموت.
- أخبار الخلفاء.
- أخبار سفيان (أو: أخبار الثوري).
- أخبار ضيغم.
- أخبار قريش.
- أخبار معاوية.
- أخبار الملوك.
- الإخوان (أو: الإخوان والمعاطف).
- الإخلاص والنية.
- الأخلاق.
- الأدب.
- الأشراف.
- اصطناع المعروف.
- إصلاح المال.
- الأضاحي (أو: الأضحية).
- الاعتبار وأعقاب السرور والأحزان.
- الأعراب (أو: أخبار الأعراب).
- إعطاء السائل.
- الألحان.
- الألوية.
- الأمر بالمعروف والنهي عن المنكر.
- الأموال (أو: إصلاح المال).
- إنزال الحاجة بالله.
- انقلاب الزمان.
- الأنواء.
- الأهوال (أو: أهوال القيامة).
- الأولياء أو: كرامات الأولياء).
- البعث.
- التاريخ.
- تاريخ الخلفاء.
- تزويج فاطمة رضي الله عنها.
- التشمس.
- التعازي.
- تغير الإخوان.
- تغيير الزمان.
- التفكر والاعتبار.
- التقوى.
- التهجد وقيام الليل.
- التواضع والخمول.
- التوبة.
- التوكل.
- الجهاد.
- الجوع.
- الجيران.
- الحذر والشفقة.
- حروف خَلَف.
- حسن الظن بالله.
- الحلم (أو: الحلم وذم الفحش).
- حلم الأحنف بن قيس.
- حلم الحلماء.
- حلم معاوية.
- الحوائج (أو: قضاء الحوائج).
- الحيوان.
- الخاتم.
- الخائفين.
- الخلفاء.
- الخير.
- الدعاء.
- دلائل النبوة.
- الدَّيْن (أو: الدين والوفاء).
- الذِّكْر.
- ذكر الموت (أو: الموت).
- ذم البخل.
- ذم البغي.
- ذم الحسد.
- ذم الدنيا (طُبع مرة بتصرف من المحقق ياسين السوَّاس باسم: الزُّهد).
- ذم الربا.
- ذم الرياء.
- ذم الشهوات.
- ذم الضحك.
- ذم الفقر.
- ذم المسكر.
- ذم الملاهي.
- الرخصة في السماع.
- الرضا عن الله بقضائه.
- الرقائق.
- الرقة والبكاء.
- الرمي.
- الرهائن.
- الرهبان.
- الرؤيا (أو: تعبير الرؤيا).
- الزفير.
- الزهد.
- زهد مالك بن دينار.
- السبق.
- السخاء.
- سدرة المنتهى.
- السنة.
- سواد الشيب.
- شجرة طوبى.
- شرف الفقر.
- الشكر.
- الصبر.
- الصدقة.
- صدقة الفطر.
- صفة الجنة.
- صفة الصراط.
- صفة الميزان.
- صفة النار.
- صفة النبي ﷺ.
- الصمت وآداب اللسان.
- الصلاة على النبي ﷺ.
- الطبقات.
- الطواعين.
- العزلة والانفراد.
- العفو وذم الغضب.
- العقل وفضله.
- العقوبات.
- عقوبة الأنبياء.
- العلم.
- العمر والشيب.
- العوابد.
- العوذ.
- العيال (أو: النفقة على العيال).
- العيدين.
- الغيبة والنميمة (أو: ذم الغيبة).
- الفتوى.
- الفرج بعد الشدة.
- فضائل رمضان.
- فضائل العباس.
- فضائل عشر ذي الحجة.
- فضائل علي.
- فضائل القرآن.
- فضائل لا إله إلا الله.
- فضل عاشوراء.
- الفنون.
- الفوائد.
- القبور.
- قرى الضيف.
- القصاص.
- قصر الأمل.
- قضاء الحوائج.
- القناعة والتعفف.
- القيامة.
- كلام الليالي والأيام لابن آدم (أو: الليالي والأيام).
- المتمنين.
- مجابو الدعوة.
- المجوس.
- محاسبة النفس.
- المحتضرين.
- مداراة الناس.
- المرض والكفارات.
- المروءة.
- المطر والرعد والبرق والريح.
- معاريض الكلام (أو: معارض الكلام).
- المعيشة.
- المغازي.
- مقتل الحسين.
- مقتل الزبير.
- مقتل سعيد بن جبير.
- مقتل طلحة.
- مقتل عبد الله بن الزبير.
- مقتل عثمان.
- مقتل علي بن أبي طالب.
- مقتل عمر.
- مكارم الأخلاق.
- مكايد الشيطان.
- المملوكين.
- المناسك.
- المنامات.
- من عاش بعد الموت.
- المنتظم.
- مواعظ الخلفاء.
- النوادر.
- النوازع والرعاية.
- الهدايا.
- الهم والحزن.
- الهواتف.
- الوجل والتوثق من العمل.
- الورع.
- الوصايا.
- الوقف والابتداء.
- اليقين.

## وفاته
اختلف أهل العلم في وفاته على أربعة أقوال:
فالقول الأول أنه توفي سنة 280 هـ. نقل هذا الخطيب البغدادي في تاريخه، والسمعاني في الأنساب. حكم الخطيب على هذا القول بالوهم، وقال السمعاني: «وهذا غلط».
والقول الثاني وهو الراجح أنه توفي سنة 281 هـ في شهر جمادى الأولى، عن 73 سنة. وهو قول ابن النديم، والخطيب، وابن أبي يعلى، والسمعاني، وابن الأثير، والمزي، والذهبي، وابن كثير، وابن حجر، والسيوطي، وابن تغري بردي، وابن مفلح، والخزرجي، والصفدي على الشَّك. وهذا القول هو قول الجمهور ممن ترجم له. إلا أن ابن النديم قال: «توفي يوم الثلاثاء لأربع عشرة ليلة خلت من جمادى الآخرة سنة إحدى وثمانين ومائتين».
والقول الثالث أنه توفي سنة 282 هـ. وهو قول ابن شاكر الكتبي، والصفدي على الشَّك.
والقول الرابع أنه كان حيًّا سنة 289 هـ، وهو قول صاحب كتاب «المنتخب من السياق لتاريخ نيسابور»، حيث قال: «أخبرنا إجازة، أنبأنا أبو الفضل عبد الصمد بن محمد بن محمد بن عيسى العاصمي البلخي بها، حدثنا أبو سليمان حمد ابن محمد الخطابي البستي، حدثني عبد الله بن موسى، عن ابن أبي الدنيا قال: لما أفضت الخلافة إلى المكتفي كتبت له بيتين:
»
قال السيوطي: «وهذا يدل على تأخر ابن أبي الدنيا إلى أيام المكتفي». وقد تولى المكتفي الخلافة سنة 289 هـ.

## هوامش
- 1 مُؤَدِّب: قال هارون الرشيد لخلف الأحمر مؤدب ولده الأمين توضيحًا لدور المؤدب: «أقرئه القرآن وعرفه الأخبار وروّه الأشعار وعلّمه السّنن وبصّره بمواقع الكلام وبدئه وامنعه من الضّحك إلّا في أوقاته وخذه بتعظيم مشايخ بني هاشم إذا دخلوا عليه ورفع مجالس القوّاد إذا حضروا مجلسه. ولا تمرّنّ بك ساعة إلّا وأنت مغتنم فائدة تفيده إيّاها من غير أن تحزنه فتميت ذهنه. ولا تمعن في مسامحته فيستجلي الفراغ ويألفه. وقوّمه ما استطعت بالقرب والملاينة فإن أباهما فعليك بالشّدّة والغلظة».[61]
- 2 عُبيد: جاء في خلاصة تذهيب تهذيب الكمال ما نصه: «عبد الله بن محمد بن عَبيدة (بالفتحة) ابن سفيان الأموي...».[57] إلا أن كل من ترجم لابن أبي الدُّنيا (أزيد من 20 مؤلفًا) قال: ابن عُبيد (بالضمَّة). ويُعتبر أصحَّ لأنه قول الجمهور.
- 3 القُرشي: قيل له القرشي لأنه مولى بَني أُمَيّة (إحدى فروع قبيلة قُريش).[42]
- 4 دون سن العاشرة: وجه الدلالة أن عفان بن مسلم تغير حفظه في شهر صفر سنة 219 هـ. فيكون سنّ ابن أبي الدنيا زمن مقالة إبراهيم الحربي ما بين 10 و11 سنة على الأكثر. وذكره دليل على أن ابن أبي الدنيا كان معروفًا بالطلب زمن المقالة فعلى ذلك يكون عمره أقل من عشر سنوات حين بدأ في طلب العلم. والله أعلم.

## قراءة موسعة
- موسوعة ابن أبي الدنيا-ابن أبي الدنيا محدثًا ومصلحًا